# 1322
1322 (MCCCXXII) je bilo navadno leto, ki se je po julijanskem koledarju začelo na petek.

## Dogodki

### Vojna proti Despenserjema, Anglija
- januar - Angleška vojska pod vodstvom kralja Edvarda II. vdre v južni Wales z namenom, da kaznuje uporne kambro-normanske barone. Iz izgnanstva se vrneta nepriljubljena kraljeva dvornika Despenser starejši in Mlajši. Uporniki so nekoordinirani, zato v Walesu nima večjega dela. Edvard II. se z vojsko vrne nazaj v osrednjo Anglijo, kjer se nahajajo preostali uporni baroni. Kralju se preda tudi grof Valižanske marke Roger Mortimer, 1. grof March. 1323 ↔
- 10. marec - Bitka pri mostu Burton, Staffordshire: ko voditelj upornih baronov Thomas, 2. grof Lancaster uvidi, da je Edvard II. v premoči, ne tvega frontalnega spopada in želi na vsak način preprečiti rojalistom, da bi prečkali reko Trent, ki je takrat poplavljala. Po treh dneh prask uspe rojalistom najti prehod čez reko. Grof Lancaster beži z ostanki vojske proti severu. ↓
- 16. marec → Bitka pri Boroughbridgeju, Yorkshire: bežečega upornega grofa Lancasterja in njegovo vojsko prestrežejo rojalisti pod vodstvom generala Andrewa Harclayja, 1. grofa Carisleja. Rojalisti upornike uničijo s kombinacijo škotske taktike suličarjev, ki zaustavijo konjenico, in lokostrelci z dolgim lokom, ki uničijo glavnino.
- 22. marec - Pontefract, Yorkshire: Edvard II. po hitrem postopku na smrt obsodi in ukaže obglaviti voditalja upornih baronov grofa Lancasterja. Vendar med rojalisti zvestimi kralju ni razloga za zmagoslavje. Edvard II. se še tesneje naveže na oba nepriljubljena Despenserja. 1323 ↔
- 14. oktober - Bitka pri Old Bylandu: ker se Edvard II. nahaja na severu Anglije, še mimogrede vpade na Škotsko, kar pa je slaba odločitev. Škotski kralj Robert Bruce uporabi taktiko požgane zemlje, v protiofenzivi napade severno Anglijo, odreže angleško vojsko od zaledja. Ko so Angleži dovolj izstradani, jih Škoti kljub relativno majhnim silam zlahka porazijo ter se obogatijo z angleškimi vojnimi ujetniki in pratežem, ki ga bežeči kralj Edvard II. pusti za sabo. Umik po morju ni mogoč, saj ga obvladujejo Flandrijci, ki so sklenili zavezništvo s Škoti.
  - Edvard II. tako hitro beži, da za sabo pusti kraljico Izabelo s spremstvom. V boju s Flandrijci pade nekaj kraljičinega spremstva, kar razbesni kraljico. Kljub vsem težavam ji uspe doseči York.

### Ostalo
- 3. januar - Francoski kralj Filip V. umre zaradi griže. Francosko in navarsko krono nasledi njegov mlajši brat Karel IV. (I.)
- 6. januar - Srbska pravoslavna cerkev s kronanjem izrazi podporo novemu kralju Štefanu Dečanskemu. Protikralj in polbrat Štefan Konstantin zavrne pomiritev. Še istega leta Štefan Dečanski v neimenovani bitki premaga in ujame protikralja Štefana Konstantina ter ga s kruto torturo usmrti.
- 12. februar - Ely, Cambridgeshire: kot posledica zniževanja podtalnice med obnovitvenimi deli se zruši osrednji zvonik Katedrale Ely. Pri obnovi ladje kasneje uporabijo za tisti čas netipične arhitekturne rešitve, ki presegajo uveljavljene gotske okvirje.
- 21. februar  - Reims: kronanje Karla IV. za francoskega kralja, ne pa tudi njegove soproge Blanke Burgundske, ki je bila leta 1314 skupaj s takratno kraljico in taščo Margareto Burgundsko zasačena pri prešuštvu s še dvema vitezoma. Nova nekronana kraljica je zadnjih 8 let ždela v temnici, zato za premestitev v bolj znosno ječo pristane na razveljavitev zakona. V zadnjem letu tudi umreta oba otroka Filip in Ivana iz njune propadle zakonske zveze. ↓
- 19. maj → Papež Janez XXII. iz sorodstvenih razlogov razveljavi zakon med francoskim kraljem Karlom IV. in Blanko Burgundsko.
- 24. junij:
  - Umrlega milanskega vladarja Mattea I. Viscontija nasledi sin Galeazzo I.
  - Judje so ponovno izgnani iz Francije.
- julij - Bizantinska cesarja Andronik II. Paleolog in njegov vnuk Andronik III. (na slikah desno), ki sta po vojaški moči izenačena, po nekaj praskah ponovno skleneta nelahko premirje. Če že drugega ne, zaradi povečane mobilizacije na obeh straneh, je žetev skromnejša, žita manj, cene pa višje. 1326 ↔
- pozno poletje - Bitka pri Bliski: koalicija dalmatinskih mest, ki priznava kralja Karla I., premaga vojsko hrvaškega bana Mladena II. Šubića Bribirskega. Kmalu zatem kralj Karel I. vzpostavi oblast še na Hrvaškem in v Bosni.
- 17. september - Umrlega flandrijskega grofa Roberta III. nasledi vnuk Ludvik I., ki je bil vzgojen na francoskem dvoru. Istega leta mu umre še oče, neverški grof Ludvik I., po katerem podeduje grofijo Nevers. Francoski kralj Karel IV. si poskuša preko marionetnega novega grofa zagotoviti  prevlado tako v Flandriji kot v Neversu. 1323 ↔
- 21. september - Francoski kralj Karel IV. ima že novo ženo: tega dne se poroči z luksemburško princeso Marijo. 1323 ↔
- 28. september - Bitka pri Mühldorfu: ponovna zmaga nemškega kralja in bavarskega vojvode Ludvika IV. Wittelsbaškega proti protikralju in avstrijskemu vojvodi Frideriku Habsburškem. Ludvik IV. se posluži pomoči Luksemburžanov in Hohenzollernjev, Friderikove okrepitve ne prispejo pravočasno. Ludvik IV. drži Friderika naslednja tri leta v ujetništvu. 1325 ↔
- 16. november - Umrlega granadskega emirja Nasrja nasledi nečak Ismail I.
- Tverski knez Dimitrij Mihajlovič zatoži kanu Zlate horde Uzbeku moskovskega kneza Jurija Daniloviča, češ da si je pridržal velik del tributa namenjen kanu. S tem se želi moskovskemu knezu maščevati za smrt očeta Mihaela Jaroslaviča.
- Umrlega bolgarskega carja Teodorja Svetoslava nasledi sin Jurij Terter II.
- Mongolski imperij, dinastija Yuan: po smrti mongolske cesarice-vdove in regentinje Dagi prevzame oblast njen vnuk, vrhovni kan in kitajski cesar Šidebala, ki pa ne obračuna z njenimi privrženci, kar se kasneje izkaže za usodno napako. 1323 ↔
- Francoski skladatelj in pesnik Philippe de Vitry izda razpravo »Ars nova notandi«, ki pomeni začetek polnejšega, izrazitejšega in bolj eksperimentalnega glasbenega sloga ars nova.
- Posvetitev Kölnske katedrale. Gradnja le-te je (pre)velik finančni zalogaj za mesto in traja do leta 1880.
- Huesca, Aragonija: leto dni po preplahu in pogromu nad gobavci v Aragon prispe gaskonjski zdravnik po imenu Amonant. Mestne oblasti ga aretirajo in obtožijo gobavosti ter mu grozijo z inkvizicijskim sodiščem. Osumljeni zdravnik se pritoži kraljevim predstavnikom, ki odredijo neodvisno preiskavo preko krajevnih zdravnikov. Ker na osumljenemu ne prepoznajo znakov gobavosti, so ga mestne oblasti primorane izpustiti. Izpuščeni zdravnik se vrne nazaj v Francijo.

## Rojstva
- 11. januar - Komjo, japonski proticesar († 1380)
- 12. februar - Ivan Henrik Luksemburški, tirolski grof, moravski mejni grof († 1375)
- 24. junij - Ivana Brabantska, vojvodinja Brabanta in Limburga († 1406)

Neznan datum
- Mihael Asen IV., bolgarski socesar († 1355)
- Neža Habsburška, poljska kneginja († 1392)
- Nikolaj Luksemburški, oglejski patriarh († 1358)
- Radoslav Hlapen, srbski general († 1383)
- Štefan II. Kotromanić, bosanski ban († 1354)

## Smrti
- 3. januar - Filip V., francoski kralj (* 1293)
- 10. januar - Peter Aureol, francoski filozof in teolog (* 1280)
- 22. marec - Thomas Plantagenet, angleški plemič, 2. grof Lancaster, Lord High Steward (* 1278)
- 24. junij - Matteo I. Visconti, vladar Milana (* 1250)
- 22. julij - Ludvik I., grof Neversa (* 1272)
- 2. avgust - Jolanda Dreuška[1], škotska kraljica, soproga Aleksandra III. (* 1263)
- 25. avgust - Beatrika Šlezijska, poljska princesa, bavarska vojvodinja, nemška kraljica (* 1290)
- 16. november - Nasr, emir Granade (* 1287)
- 17. september - Robert III., flandrijski grof (* 1249)

Neznan datum
- Dagi, mongolska hatun, cesarica-vdova
- Ma Duanlin, kitajski zgodovinar in enciklopedist (* 1245)
- Matfre Ermengau, francoski pesnik
- Teodor Svetoslav, bolgarski car (* 1270. leta)
- Zhao Mengfug, kitajski slikar in kaligraf (* 1254)